# Okrouhlá (kraj południowoczeski)
Okrouhlá – miejscowość i gmina (obec) w Czechach, w kraju południowoczeskim, w powiecie Písek. W 2022 roku liczyła 62 mieszkańców.